# Mike Bordin
Mike Bordin, właśc. Michael Andrew Bordin (ur. 27 listopada 1962 w San Francisco w Kalifornii) – amerykański perkusista. W latach 1981–1998 występował z Faith No More. Obecnie zespół wznowił działalność. Wystąpił między innymi 4 lipca 2009 na festiwalu "Heineken Music Opener Festival" w Gdyni.

## Dyskografia
Faith No More
- We Care a Lot (1985)
- Introduce Yourself (1987)
- The Real Thing (1989)
- Angel Dust (1992)
- King for a Day... Fool for a Lifetime (1995)
- Album of the Year (1997)
- Sol Invictus (2015)

Jerry Cantrell
- Degradation Trip (2002)

Ozzy Osbourne
- Down to Earth (2001)
- Live at Budokan (2002)
- Under Cover (2005)
- ‎Black Rain (2007)